# Глупљи и тупљи ДА
Глупљи и тупљи ДА (енгл. Dumb and Dumber To) је америчка филмска комедија редитеља Боби и Питер Фарела и наставак филма Глупљи и тупљи из 1994. године. Сценаристи су Боби и Питер Фарел, Шон Андерс, Џон Морис, Бенет Јелин и Мајк Керон. Продуценти филма су Чарлс Б. Везлер, Риза Азиз, Џој Макфарленд и Бредли Томас. Музику је компоновао бенд Царство сунца. Глумачку екипу чине Џим Кери, Џеф Денијелс, Роб Ригл, Лори Холден и Кетлин Тарнер. Светска премијера филма је била одржана 14. новембра 2014. у Сједињеним Америчким Државама. 
Буџет филма је износио 40 000 000 долара а зарада од филма је 170 000 000 долара.

## Радња филма
Лојд Крисмас је у менталној болници „Балди Вју“ откако је почела његова проклета романса са Мери Свонсон. Током недавне посете, Хери Дан открива да се Лојд шалио са њим, претварајући се да је све време имао повреду. Одлазе у свој стан, где Хери каже да му треба бубрег донора.
Возе се до Херијеве старе куће, али Хери не може да добије бубрег од својих родитеља јер су они његови усвојитељи. Херијев отац му даје пошту која се гомилала откако је његов син отишао. Постоји разгледница у пошти од бивше девојке, Фрида Фелчер, из 1991. године. На картици пише да је Фрида трудна и да би Хери требало да је позове. Фрида признаје да је имала ћерку по имену Фани, коју је дала на усвајање. Написала је Фани писмо, само да би га вратила и рекла да је никада више не контактира.
У нади да Фани може дати бубрег, Лојд и Хери возе мртвачка кола која им је дала Фрида до Оксфорда у Мериленду, где она сада живи. Др Бернард Пинчлоу и његова супруга Адел су Фанини усвојитељи. Фани, која је узела име Пени, путује на ТЕД конференцију у Ел Пасу да би одржала говор о доживотном пројекту свог оца. Пени добија пакет који треба да преда једном од вођа конвенције, али она на крају заборави пакет и телефон.
Адел тајно покушава да отрује Бернарда и Пени из љубоморе уз помоћ свог тајног љубавника, кућне помоћнице Тревиса Липинкота. Хери и Лојд долазе да обавесте Пинчлоуа о својој ситуацији. Бернард схвата да је Пени оставила пакет, за који каже да је изум вредан милијарде. Адел нуди Херију и Лојду да доставе Пени пакет. Тревис прати Херија и Лојда како би Бернард и Адел могли да покупе садржај кутије. Изнервиран будалаштинама овог двојца, Тревис покушава да их убије, али бива убијен када се сударио са возом [навести]. Адел је чула за смрт од Тревисовог брата близанца капетана Липинкота, бившег војника који пристаје да јој помогне да убије Херија и Лојда.
Када двојац стигне у Ел Пасо, Хери се представља као Бернард, па су он и Лојд позвани на семинар. Они се свађају када Хери открије да Лојд покушава да се романтично повеже са Пени. Након што је испраћен са конвенције пошто није био на листи присутних, Лојд прима позив од Пени. Након што обавесте Пени да је у граду са њеним оцем, договарају састанак током којег Лојд долази до закључка да је он, а не Хери, Пенијев отац.
Адел стиже на конвенцију са Липинкотом и разоткрива Харија да је превара говорећи вођама конвенције да је украо пакет. Фрида стиже и укључује пожарни аларм како би одвратила пажњу, јер њој и Пени није било дозвољено да прођу. Док се зграда евакуише, Хари налеће на Фриду и Пени, али их Липинкот и Адел сатерају у орман са оружјем. У том тренутку, Лојд, који је био у Мексику, враћа се да Харију извади један бубрег. Липинкот и Адел се спремају да пуцају, али се појављују три агента ФБИ, заједно са здравим Бернардом, који је све време знао да Адел покушава да га отрује. Открива се да је Адел, а не Пени, та која је написала „не контактирај више“ у Фридином писму и да је „процењив изум“ у пакету заправо био ништа друго до колачићи. Адел покушава да упуца Пени, али је Хари штити и тешко је повређена. Адел и Липинкот су ухапшени.
Хари је хитно пребачен у болницу, где открива да се шалио са Лојдом да му је потребна трансплантација бубрега, и обојица се смеју. Фрида каже Харију и Лојду да је Пенин биолошки отац преминули средњошколски пријатељ по имену Пит „П-Стајн“ Стајнер. Док двојац напушта Ел Пасо, примећују две жене како иду у њиховом правцу и гурају их у жбуње као шалу. Хери и Лојд побегну и "дају пет" један другом.

## Улоге
| Глумац        | Улога                             |
| ------------- | --------------------------------- |
| Џим Кери      | Лојд Божић                        |
| Џеф Данијелс  | Хари Дан                          |
| Роб Ригл      | Трејвис Липинкот/Капетан Липинкот |
| Лори Холден   | Адел Пиншлу                       |
| Кетлин Тарнер | Фрејда Фелчер                     |